# Кавкі (Вармінсько-Мазурське воєводство)
Кавкі (пол. Kawki, нім. Koken) — село в Польщі, у гміні Пасленк Ельблонзького повіту Вармінсько-Мазурського воєводства.
Населення — 45 осіб (2011).
У 1975-1998 роках село належало до Ельблонзького воєводства.

## Демографія
Демографічна структура станом на 31 березня 2011 року:
|          | Загалом | Допрацездатний вік | Працездатний вік | Постпрацездатний вік |
| -------- | ------- | ------------------ | ---------------- | -------------------- |
| Чоловіки | 23      | 8                  | 13               | 2                    |
| Жінки    | 22      | 7                  | 11               | 4                    |
| Разом    | 45      | 15                 | 24               | 6                    |